# Cosyland
Cosyland är det nionde studioalbumet från den danska gruppen Laid Back.

## Låtförteckning
1. Cosyland (Video Edit) 3:11
2. Get Laid Back 4:53
3. Cocaine Cool (Exdended Vol.2) 5:42
4. 101 Part Two 4:26
5. Cosyland 5:04